# Comuni della Repubblica Ceca (H)
Questa pagina contiene l'elenco dei comuni cechi il cui nome inizia con la lettera H.
Per ciascun comune sono indicati il distretto e la regione d'appartenenza. I comuni che hanno lo status di città (město) sono indicati in grassetto, quelli che hanno lo status di comune mercato (městys) in corsivo.
| Comune                             | Distretto           | Regione             |
| ---------------------------------- | ------------------- | ------------------- |
| Habartice                          | Liberec             | Liberec             |
| Habartov                           | Sokolov             | Karlovy Vary        |
| Habrovany (Moravia meridionale)    | Vyškov              | Moravia meridionale |
| Habrovany (Ústí nad Labem)         | Ústí nad Labem      | Ústí nad Labem      |
| Habrůvka                           | Blansko             | Moravia meridionale |
| Habry                              | Havlíčkův Brod      | Vysočina            |
| Habří                              | České Budějovice    | Boemia meridionale  |
| Habřina                            | Hradec Králové      | Hradec Králové      |
| Hačky                              | Prostějov           | Olomouc             |
| Hadravova Rosička                  | Jindřichův Hradec   | Boemia meridionale  |
| Háj u Duchcova                     | Teplice             | Ústí nad Labem      |
| Háj ve Slezsku                     | Opava               | Moravia-Slesia      |
| Hajany (Boemia meridionale)        | Strakonice          | Boemia meridionale  |
| Hajany (Moravia meridionale)       | Brno-venkov         | Moravia meridionale |
| Háje                               | Příbram             | Boemia centrale     |
| Háje nad Jizerou                   | Semily              | Liberec             |
| Hájek (Boemia meridionale)         | Strakonice          | Boemia meridionale  |
| Hájek (Karlovy Vary)               | Karlovy Vary        | Karlovy Vary        |
| Hajnice                            | Trutnov             | Hradec Králové      |
| Halámky                            | Jindřichův Hradec   | Boemia meridionale  |
| Halenkov                           | Vsetín              | Zlín                |
| Halenkovice                        | Zlín                | Zlín                |
| Haluzice (Repubblica Ceca)         | Zlín                | Zlín                |
| Halže                              | Tachov              | Plzeň               |
| Hamr (Repubblica Ceca)             | Jindřichův Hradec   | Boemia meridionale  |
| Hamr na Jezeře                     | Česká Lípa          | Liberec             |
| Hamry (Pardubice)                  | Chrudim             | Pardubice           |
| Hamry (Plzeň)                      | Klatovy             | Plzeň               |
| Hamry nad Sázavou                  | Žďár nad Sázavou    | Vysočina            |
| Haňovice                           | Olomouc             | Olomouc             |
| Hanušovice                         | Šumperk             | Olomouc             |
| Harrachov                          | Semily              | Liberec             |
| Hartinkov                          | Svitavy             | Pardubice           |
| Hartmanice (Plzeň)                 | Klatovy             | Plzeň               |
| Hartmanice (Boemia meridionale)    | České Budějovice    | Boemia meridionale  |
| Hartmanice (Pardubice)             | Svitavy             | Pardubice           |
| Hartvíkovice                       | Třebíč              | Vysočina            |
| Haškovcova Lhota                   | Tábor               | Boemia meridionale  |
| Hať                                | Opava               | Moravia-Slesia      |
| Hatín                              | Jindřichův Hradec   | Boemia meridionale  |
| Havířov                            | Karviná             | Moravia-Slesia      |
| Havlíčkova Borová                  | Havlíčkův Brod      | Vysočina            |
| Havlíčkův Brod                     | Havlíčkův Brod      | Vysočina            |
| Havlovice                          | Trutnov             | Hradec Králové      |
| Havraň                             | Most                | Ústí nad Labem      |
| Havraníky                          | Znojmo              | Moravia meridionale |
| Hazlov                             | Cheb                | Karlovy Vary        |
| Hejná                              | Klatovy             | Plzeň               |
| Hejnice (Liberec)                  | Liberec             | Liberec             |
| Hejnice (Pardubice)                | Ústí nad Orlicí     | Pardubice           |
| Hejtmánkovice                      | Náchod              | Hradec Králové      |
| Helvíkovice                        | Ústí nad Orlicí     | Pardubice           |
| Herálec (Havlíčkův Brod)           | Havlíčkův Brod      | Vysočina            |
| Herálec (Žďár nad Sázavou)         | Žďár nad Sázavou    | Vysočina            |
| Heraltice                          | Třebíč              | Vysočina            |
| Herink                             | Praha-východ        | Boemia centrale     |
| Heroltice                          | Brno-venkov         | Moravia meridionale |
| Heršpice                           | Vyškov              | Moravia meridionale |
| Heřmaň (Písek)                     | Písek               | Boemia meridionale  |
| Heřmaň (České Budějovice)          | České Budějovice    | Boemia meridionale  |
| Heřmaneč                           | Jindřichův Hradec   | Boemia meridionale  |
| Heřmanice (Hradec Králové)         | Náchod              | Hradec Králové      |
| Heřmanice (Liberec)                | Liberec             | Liberec             |
| Heřmanice (Vysočina)               | Havlíčkův Brod      | Vysočina            |
| Heřmanice u Oder                   | Nový Jičín          | Moravia-Slesia      |
| Heřmaničky                         | Benešov             | Boemia centrale     |
| Heřmánkovice                       | Náchod              | Hradec Králové      |
| Heřmánky                           | Nový Jičín          | Moravia-Slesia      |
| Heřmanov (Vysočina)                | Žďár nad Sázavou    | Vysočina            |
| Heřmanov (Ústí nad Labem)          | Děčín               | Ústí nad Labem      |
| Heřmanova Huť                      | Plzeň-sever         | Plzeň               |
| Heřmanovice                        | Bruntál             | Moravia-Slesia      |
| Heřmanův Městec                    | Chrudim             | Pardubice           |
| Hevlín                             | Znojmo              | Moravia meridionale |
| Hladké Životice                    | Nový Jičín          | Moravia-Slesia      |
| Hladov                             | Jihlava             | Vysočina            |
| Hlasivo                            | Tábor               | Boemia meridionale  |
| Hlásnice                           | Olomouc             | Olomouc             |
| Hlásná Třebaň                      | Beroun              | Boemia centrale     |
| Hlavatce (Tábor)                   | Tábor               | Boemia meridionale  |
| Hlavatce (České Budějovice)        | České Budějovice    | Boemia meridionale  |
| Hlavečník                          | Pardubice           | Pardubice           |
| Hlavenec                           | Praha-východ        | Boemia centrale     |
| Hlavice                            | Liberec             | Liberec             |
| Hlavnice                           | Opava               | Moravia-Slesia      |
| Hlavňovice                         | Klatovy             | Plzeň               |
| Hlína                              | Brno-venkov         | Moravia meridionale |
| Hlince                             | Plzeň-sever         | Plzeň               |
| Hlincová Hora                      | České Budějovice    | Boemia meridionale  |
| Hlinka                             | Bruntál             | Moravia-Slesia      |
| Hlinná                             | Litoměřice          | Ústí nad Labem      |
| Hlinsko                            | Chrudim             | Pardubice           |
| Hlinsko (Olomouc)                  | Přerov              | Olomouc             |
| Hlízov                             | Kutná Hora          | Boemia centrale     |
| Hlohová                            | Domažlice           | Plzeň               |
| Hlohovčice                         | Domažlice           | Plzeň               |
| Hlohovec                           | Břeclav             | Moravia meridionale |
| Hlohovice                          | Rokycany            | Plzeň               |
| Hlubočany                          | Vyškov              | Moravia meridionale |
| Hlubočec                           | Opava               | Moravia-Slesia      |
| Hlubočky                           | Olomouc             | Olomouc             |
| Hluboká                            | Chrudim             | Pardubice           |
| Hluboká nad Vltavou                | České Budějovice    | Boemia meridionale  |
| Hluboké                            | Třebíč              | Vysočina            |
| Hluboké Dvory                      | Brno-venkov         | Moravia meridionale |
| Hluboké Mašůvky                    | Znojmo              | Moravia meridionale |
| Hluboš                             | Příbram             | Boemia centrale     |
| Hlubyně                            | Příbram             | Boemia centrale     |
| Hlučín                             | Opava               | Moravia-Slesia      |
| Hluchov                            | Prostějov           | Olomouc             |
| Hluk                               | Uherské Hradiště    | Zlín                |
| Hlupín                             | Strakonice          | Boemia meridionale  |
| Hlušice                            | Hradec Králové      | Hradec Králové      |
| Hlušovice                          | Olomouc             | Olomouc             |
| Hnačov                             | Klatovy             | Plzeň               |
| Hnátnice                           | Ústí nad Orlicí     | Pardubice           |
| Hněvčeves                          | Hradec Králové      | Hradec Králové      |
| Hněvkovice                         | Havlíčkův Brod      | Vysočina            |
| Hněvnice                           | Plzeň-sever         | Plzeň               |
| Hněvošice                          | Opava               | Moravia-Slesia      |
| Hněvotín                           | Olomouc             | Olomouc             |
| Hnanice                            | Znojmo              | Moravia meridionale |
| Hnojice                            | Olomouc             | Olomouc             |
| Hnojník                            | Frýdek-Místek       | Moravia-Slesia      |
| Hobšovice                          | Kladno              | Boemia centrale     |
| Hodějice                           | Vyškov              | Moravia meridionale |
| Hodětín                            | Tábor               | Boemia meridionale  |
| Hodice                             | Jihlava             | Vysočina            |
| Hodíškov                           | Žďár nad Sázavou    | Vysočina            |
| Hodkovice nad Mohelkou             | Liberec             | Liberec             |
| Hodonice (Boemia meridionale)      | Tábor               | Boemia meridionale  |
| Hodonice (Moravia meridionale)     | Znojmo              | Moravia meridionale |
| Hodonín                            | Hodonín             | Moravia meridionale |
| Hodonín (Blansko)                  | Blansko             | Moravia meridionale |
| Hodonín (Pardubice)                | Chrudim             | Pardubice           |
| Hodov                              | Třebíč              | Vysočina            |
| Hodslavice                         | Nový Jičín          | Moravia-Slesia      |
| Hojanovice                         | Pelhřimov           | Vysočina            |
| Hojkov                             | Jihlava             | Vysočina            |
| Hojovice                           | Pelhřimov           | Vysočina            |
| Holany                             | Česká Lípa          | Liberec             |
| Holasice                           | Brno-venkov         | Moravia meridionale |
| Holasovice                         | Opava               | Moravia-Slesia      |
| Holčovice                          | Bruntál             | Moravia-Slesia      |
| Holedeč                            | Louny               | Ústí nad Labem      |
| Holenice                           | Semily              | Liberec             |
| Holešov                            | Kroměříž            | Zlín                |
| Holetín                            | Chrudim             | Pardubice           |
| Holice                             | Pardubice           | Pardubice           |
| Holín                              | Jičín               | Hradec Králové      |
| Holohlavy                          | Hradec Králové      | Hradec Králové      |
| Holotín                            | Pardubice           | Pardubice           |
| Holoubkov                          | Rokycany            | Plzeň               |
| Holovousy (Hradec Králové)         | Jičín               | Hradec Králové      |
| Holovousy (Plzeň)                  | Plzeň-sever         | Plzeň               |
| Holštejn                           | Blansko             | Moravia meridionale |
| Holubice (Boemia centrale)         | Praha-západ         | Boemia centrale     |
| Holubice (Moravia meridionale)     | Vyškov              | Moravia meridionale |
| Holubov                            | Český Krumlov       | Boemia meridionale  |
| Holýšov                            | Domažlice           | Plzeň               |
| Homole                             | České Budějovice    | Boemia meridionale  |
| Homole u Panny                     | Ústí nad Labem      | Ústí nad Labem      |
| Honbice                            | Chrudim             | Pardubice           |
| Honětice                           | Kroměříž            | Zlín                |
| Honezovice                         | Plzeň-jih           | Plzeň               |
| Hora Svaté Kateřiny                | Most                | Ústí nad Labem      |
| Hora Svatého Václava               | Domažlice           | Plzeň               |
| Hora Svatého Šebestiána            | Chomutov            | Ústí nad Labem      |
| Horažďovice                        | Klatovy             | Plzeň               |
| Horčápsko                          | Příbram             | Boemia centrale     |
| Horka (Pardubice)                  | Chrudim             | Pardubice           |
| Horka I                            | Kutná Hora          | Boemia centrale     |
| Horka II                           | Kutná Hora          | Boemia centrale     |
| Horka nad Moravou                  | Olomouc             | Olomouc             |
| Horka u Staré Paky                 | Semily              | Liberec             |
| Horky (Boemia centrale)            | Kutná Hora          | Boemia centrale     |
| Horky (Pardubice)                  | Svitavy             | Pardubice           |
| Horky nad Jizerou                  | Mladá Boleslav      | Boemia centrale     |
| Horní Bečva                        | Vsetín              | Zlín                |
| Horní Bělá                         | Plzeň-sever         | Plzeň               |
| Horní Benešov                      | Bruntál             | Moravia-Slesia      |
| Horní Beřkovice                    | Litoměřice          | Ústí nad Labem      |
| Horní Bezděkov                     | Kladno              | Boemia centrale     |
| Horní Blatná                       | Karlovy Vary        | Karlovy Vary        |
| Horní Bludovice                    | Karviná             | Moravia-Slesia      |
| Horní Bojanovice                   | Břeclav             | Moravia meridionale |
| Horní Bradlo                       | Chrudim             | Pardubice           |
| Horní Branná                       | Semily              | Liberec             |
| Horní Brusnice                     | Trutnov             | Hradec Králové      |
| Horní Břečkov                      | Znojmo              | Moravia meridionale |
| Horní Bříza                        | Plzeň-sever         | Plzeň               |
| Horní Bukovina                     | Mladá Boleslav      | Boemia centrale     |
| Horní Cerekev                      | Pelhřimov           | Vysočina            |
| Horní Čermná                       | Ústí nad Orlicí     | Pardubice           |
| Horní Domaslavice                  | Frýdek-Místek       | Moravia-Slesia      |
| Horní Dubenky                      | Jihlava             | Vysočina            |
| Horní Dubňany                      | Znojmo              | Moravia meridionale |
| Horní Dunajovice                   | Znojmo              | Moravia meridionale |
| Horní Dvořiště                     | Český Krumlov       | Boemia meridionale  |
| Horní Habartice                    | Děčín               | Ústí nad Labem      |
| Horní Heřmanice (Pardubice)        | Ústí nad Orlicí     | Pardubice           |
| Horní Heřmanice (Vysočina)         | Třebíč              | Vysočina            |
| Horní Jelení                       | Pardubice           | Pardubice           |
| Horní Jiřetín                      | Most                | Ústí nad Labem      |
| Horní Kalná                        | Trutnov             | Hradec Králové      |
| Horní Kamenice                     | Domažlice           | Plzeň               |
| Horní Kněžeklady                   | České Budějovice    | Boemia meridionale  |
| Horní Kounice                      | Znojmo              | Moravia meridionale |
| Horní Kozolupy                     | Tachov              | Plzeň               |
| Horní Krupá                        | Havlíčkův Brod      | Vysočina            |
| Horní Kruty                        | Kolín               | Boemia centrale     |
| Horní Lapač                        | Kroměříž            | Zlín                |
| Horní Lhota (Zlín)                 | Zlín                | Zlín                |
| Horní Lhota (Moravia-Slesia)       | Ostrava             | Moravia-Slesia      |
| Horní Libchava                     | Česká Lípa          | Liberec             |
| Horní Libochová                    | Žďár nad Sázavou    | Vysočina            |
| Horní Lideč                        | Vsetín              | Zlín                |
| Horní Loděnice                     | Olomouc             | Olomouc             |
| Horní Lomná                        | Frýdek-Místek       | Moravia-Slesia      |
| Horní Loučky                       | Brno-venkov         | Moravia meridionale |
| Horní Lukavice                     | Plzeň-jih           | Plzeň               |
| Horní Maršov                       | Trutnov             | Hradec Králové      |
| Horní Město                        | Bruntál             | Moravia-Slesia      |
| Horní Meziříčko                    | Jindřichův Hradec   | Boemia meridionale  |
| Horní Moštěnice                    | Přerov              | Olomouc             |
| Horní Myslová                      | Jihlava             | Vysočina            |
| Horní Němčí                        | Uherské Hradiště    | Zlín                |
| Horní Němčice                      | Jindřichův Hradec   | Boemia meridionale  |
| Horní Nětčice                      | Přerov              | Olomouc             |
| Horní Olešnice                     | Trutnov             | Hradec Králové      |
| Horní Paseka                       | Havlíčkův Brod      | Vysočina            |
| Horní Pěna                         | Jindřichův Hradec   | Boemia meridionale  |
| Horní Planá                        | Český Krumlov       | Boemia meridionale  |
| Horní Počaply                      | Mělník              | Boemia centrale     |
| Horní Podluží                      | Děčín               | Ústí nad Labem      |
| Horní Police                       | Česká Lípa          | Liberec             |
| Horní Poříčí (Boemia meridionale)  | Strakonice          | Boemia meridionale  |
| Horní Poříčí (Moravia meridionale) | Blansko             | Moravia meridionale |
| Horní Radechová                    | Náchod              | Hradec Králové      |
| Horní Radouň                       | Jindřichův Hradec   | Boemia meridionale  |
| Horní Radslavice                   | Žďár nad Sázavou    | Vysočina            |
| Horní Rápotice                     | Pelhřimov           | Vysočina            |
| Horní Rožínka                      | Žďár nad Sázavou    | Vysočina            |
| Horní Řasnice                      | Liberec             | Liberec             |
| Horní Ředice                       | Pardubice           | Pardubice           |
| Horní Řepčice                      | Litoměřice          | Ústí nad Labem      |
| Horní Skrýchov                     | Jindřichův Hradec   | Boemia meridionale  |
| Horní Slatina                      | Jindřichův Hradec   | Boemia meridionale  |
| Horní Slavkov                      | Sokolov             | Karlovy Vary        |
| Horní Slivno                       | Mladá Boleslav      | Boemia centrale     |
| Horní Smrčné                       | Třebíč              | Vysočina            |
| Horní Smržov                       | Blansko             | Moravia meridionale |
| Horní Stropnice                    | České Budějovice    | Boemia meridionale  |
| Horní Studénky                     | Šumperk             | Olomouc             |
| Horní Suchá                        | Karviná             | Moravia-Slesia      |
| Horní Štěpánov                     | Prostějov           | Olomouc             |
| Horní Těšice                       | Přerov              | Olomouc             |
| Horní Tošanovice                   | Frýdek-Místek       | Moravia-Slesia      |
| Horní Třešňovec                    | Ústí nad Orlicí     | Pardubice           |
| Horní Újezd (Olomouc)              | Přerov              | Olomouc             |
| Horní Újezd (Pardubice)            | Svitavy             | Pardubice           |
| Horní Újezd (Vysočina)             | Třebíč              | Vysočina            |
| Horní Ves                          | Pelhřimov           | Vysočina            |
| Horní Věstonice                    | Břeclav             | Moravia meridionale |
| Horní Vilémovice                   | Třebíč              | Vysočina            |
| Horní Vltavice                     | Prachatice          | Boemia meridionale  |
| Horní Životice                     | Bruntál             | Moravia-Slesia      |
| Hornice                            | Třebíč              | Vysočina            |
| Hornosín                           | Strakonice          | Boemia meridionale  |
| Horoměřice                         | Praha-západ         | Boemia centrale     |
| Horosedly                          | Písek               | Boemia meridionale  |
| Horoušany                          | Praha-východ        | Boemia centrale     |
| Horská Kvilda                      | Klatovy             | Plzeň               |
| Horšice                            | Plzeň-jih           | Plzeň               |
| Horšovský Týn                      | Domažlice           | Plzeň               |
| Horušice                           | Kutná Hora          | Boemia centrale     |
| Hory                               | Karlovy Vary        | Karlovy Vary        |
| Hořany                             | Nymburk             | Boemia centrale     |
| Hořátev                            | Nymburk             | Boemia centrale     |
| Hořenice                           | Náchod              | Hradec Králové      |
| Hořepník                           | Pelhřimov           | Vysočina            |
| Hořesedly                          | Rakovník            | Boemia centrale     |
| Hořešovice                         | Kladno              | Boemia centrale     |
| Hořešovičky                        | Kladno              | Boemia centrale     |
| Hořice                             | Jičín               | Hradec Králové      |
| Hořice (Vysočina)                  | Pelhřimov           | Vysočina            |
| Hořice na Šumavě                   | Český Krumlov       | Boemia meridionale  |
| Hořičky                            | Náchod              | Hradec Králové      |
| Hořín                              | Mělník              | Boemia centrale     |
| Hořiněves                          | Hradec Králové      | Hradec Králové      |
| Hořovice                           | Beroun              | Boemia centrale     |
| Hořovičky                          | Rakovník            | Boemia centrale     |
| Hosín                              | České Budějovice    | Boemia meridionale  |
| Hoslovice                          | Strakonice          | Boemia meridionale  |
| Hospozín                           | Kladno              | Boemia centrale     |
| Hospříz                            | Jindřichův Hradec   | Boemia meridionale  |
| Hostašovice                        | Nový Jičín          | Moravia-Slesia      |
| Hostějov                           | Uherské Hradiště    | Zlín                |
| Hostěnice                          | Brno-venkov         | Moravia meridionale |
| Hostěradice                        | Znojmo              | Moravia meridionale |
| Hostěrádky-Rešov                   | Vyškov              | Moravia meridionale |
| Hostětice                          | Jihlava             | Vysočina            |
| Hostětín                           | Uherské Hradiště    | Zlín                |
| Hostim                             | Znojmo              | Moravia meridionale |
| Hostín                             | Mělník              | Boemia centrale     |
| Hostín u Vojkovic                  | Mělník              | Boemia centrale     |
| Hostinné                           | Trutnov             | Hradec Králové      |
| Hostišová                          | Zlín                | Zlín                |
| Hostivice                          | Praha-západ         | Boemia centrale     |
| Hostomice (Boemia centrale)        | Beroun              | Boemia centrale     |
| Hostomice (Ústí nad Labem)         | Teplice             | Ústí nad Labem      |
| Hostouň                            | Domažlice           | Plzeň               |
| Hostouň (Boemia centrale)          | Kladno              | Boemia centrale     |
| Hostovlice                         | Kutná Hora          | Boemia centrale     |
| Hosty                              | České Budějovice    | Boemia meridionale  |
| Hošťálková                         | Vsetín              | Zlín                |
| Hošťálkovy                         | Bruntál             | Moravia-Slesia      |
| Hošťalovice                        | Chrudim             | Pardubice           |
| Hoštejn                            | Šumperk             | Olomouc             |
| Hoštice (Boemia meridionale)       | Strakonice          | Boemia meridionale  |
| Hoštice (Zlín)                     | Kroměříž            | Zlín                |
| Hoštice-Heroltice                  | Vyškov              | Moravia meridionale |
| Hoštka                             | Litoměřice          | Ústí nad Labem      |
| Hošťka                             | Tachov              | Plzeň               |
| Hovězí                             | Vsetín              | Zlín                |
| Hovorany                           | Hodonín             | Moravia meridionale |
| Hovorčovice                        | Praha-východ        | Boemia centrale     |
| Hraběšice                          | Šumperk             | Olomouc             |
| Hraběšín                           | Kutná Hora          | Boemia centrale     |
| Hrabětice                          | Znojmo              | Moravia meridionale |
| Hrabišín                           | Šumperk             | Olomouc             |
| Hrabová                            | Šumperk             | Olomouc             |
| Hrabůvka                           | Přerov              | Olomouc             |
| Hrabyně                            | Opava               | Moravia-Slesia      |
| Hradce                             | České Budějovice    | Boemia meridionale  |
| Hradčany (Boemia centrale)         | Nymburk             | Boemia centrale     |
| Hradčany (Moravia meridionale)     | Brno-venkov         | Moravia meridionale |
| Hradčany (Olomouc)                 | Přerov              | Olomouc             |
| Hradčany-Kobeřice                  | Prostějov           | Olomouc             |
| Hradčovice                         | Uherské Hradiště    | Zlín                |
| Hradec (Plzeň)                     | Plzeň-jih           | Plzeň               |
| Hradec (Vysočina)                  | Havlíčkův Brod      | Vysočina            |
| Hradec Králové                     | Hradec Králové      | Hradec Králové      |
| Hradec nad Moravicí                | Opava               | Moravia-Slesia      |
| Hradec nad Svitavou                | Svitavy             | Pardubice           |
| Hradec-Nová Ves                    | Jeseník             | Olomouc             |
| Hradečno                           | Kladno              | Boemia centrale     |
| Hrádek (Rokycany)                  | Rokycany            | Plzeň               |
| Hrádek (Hradec Králové)            | Hradec Králové      | Hradec Králové      |
| Hrádek (Klatovy)                   | Klatovy             | Plzeň               |
| Hrádek (Moravia meridionale)       | Znojmo              | Moravia meridionale |
| Hrádek (Moravia-Slesia)            | Frýdek-Místek       | Moravia-Slesia      |
| Hrádek (Pardubice)                 | Ústí nad Orlicí     | Pardubice           |
| Hrádek nad Nisou                   | Liberec             | Liberec             |
| Hradešice                          | Klatovy             | Plzeň               |
| Hradešín                           | Kolín               | Boemia centrale     |
| Hradiště (Boemia centrale)         | Benešov             | Boemia centrale     |
| Hradiště (Domažlice)               | Domažlice           | Plzeň               |
| Hradiště (Plzeň-jih)               | Plzeň-jih           | Plzeň               |
| Hradiště (Rokycany)                | Rokycany            | Plzeň               |
| vojenský újezd Hradiště            | Karlovy Vary        | Karlovy Vary        |
| Hradištko (Nymburk)                | Nymburk             | Boemia centrale     |
| Hradištko (Praha-západ)            | Praha-západ         | Boemia centrale     |
| Hracholusky (Boemia centrale)      | Rakovník            | Boemia centrale     |
| Hracholusky (Boemia meridionale)   | Prachatice          | Boemia meridionale  |
| Hrachoviště                        | Jindřichův Hradec   | Boemia meridionale  |
| Hranice (Boemia meridionale)       | České Budějovice    | Boemia meridionale  |
| Hranice (Karlovy Vary)             | Cheb                | Karlovy Vary        |
| Hranice (Olomouc)                  | Přerov              | Olomouc             |
| Hraničné Petrovice                 | Olomouc             | Olomouc             |
| Hrazany                            | Písek               | Boemia meridionale  |
| Hrčava                             | Frýdek-Místek       | Moravia-Slesia      |
| Hrdějovice                         | České Budějovice    | Boemia meridionale  |
| Hrdibořice                         | Prostějov           | Olomouc             |
| Hrdlív                             | Kladno              | Boemia centrale     |
| Hrdlořezy                          | Mladá Boleslav      | Boemia centrale     |
| Hrejkovice                         | Písek               | Boemia meridionale  |
| Hrob                               | Teplice             | Ústí nad Labem      |
| Hrobce                             | Litoměřice          | Ústí nad Labem      |
| Hrobčice                           | Teplice             | Ústí nad Labem      |
| Hrobice (Pardubice)                | Pardubice           | Pardubice           |
| Hrobice (Zlín)                     | Zlín                | Zlín                |
| Hrochův Týnec                      | Chrudim             | Pardubice           |
| Hromnice                           | Plzeň-sever         | Plzeň               |
| Hronov                             | Náchod              | Hradec Králové      |
| Hrotovice                          | Třebíč              | Vysočina            |
| Hroubovice                         | Chrudim             | Pardubice           |
| Hroznatín                          | Třebíč              | Vysočina            |
| Hroznětín                          | Karlovy Vary        | Karlovy Vary        |
| Hroznová Lhota                     | Hodonín             | Moravia meridionale |
| Hrubá Skála                        | Semily              | Liberec             |
| Hrubá Vrbka                        | Hodonín             | Moravia meridionale |
| Hrubčice                           | Prostějov           | Olomouc             |
| Hrubý Jeseník                      | Nymburk             | Boemia centrale     |
| Hrusice                            | Praha-východ        | Boemia centrale     |
| Hruška                             | Prostějov           | Olomouc             |
| Hrušky (Břeclav)                   | Břeclav             | Moravia meridionale |
| Hrušky (Vyškov)                    | Vyškov              | Moravia meridionale |
| Hrušov (Repubblica Ceca)           | Mladá Boleslav      | Boemia centrale     |
| Hrušová                            | Ústí nad Orlicí     | Pardubice           |
| Hrušovany (Repubblica Ceca)        | Chomutov            | Ústí nad Labem      |
| Hrušovany nad Jevišovkou           | Znojmo              | Moravia meridionale |
| Hrušovany u Brna                   | Brno-venkov         | Moravia meridionale |
| Hrutov                             | Jihlava             | Vysočina            |
| Hřebeč                             | Kladno              | Boemia centrale     |
| Hřebečníky                         | Rakovník            | Boemia centrale     |
| Hředle (Beroun)                    | Beroun              | Boemia centrale     |
| Hředle (Rakovník)                  | Rakovník            | Boemia centrale     |
| Hřensko                            | Děčín               | Ústí nad Labem      |
| Hřibiny-Ledská                     | Rychnov nad Kněžnou | Hradec Králové      |
| Hřibojedy                          | Trutnov             | Hradec Králové      |
| Hřiměždice                         | Příbram             | Boemia centrale     |
| Hříšice                            | Jindřichův Hradec   | Boemia meridionale  |
| Hříškov                            | Louny               | Ústí nad Labem      |
| Hřivice                            | Louny               | Ústí nad Labem      |
| Hřivínův Újezd                     | Zlín                | Zlín                |
| Hubenov                            | Jihlava             | Vysočina            |
| Hudlice                            | Beroun              | Boemia centrale     |
| Hudčice                            | Příbram             | Boemia centrale     |
| Hukvaldy                           | Frýdek-Místek       | Moravia-Slesia      |
| Hulice                             | Benešov             | Boemia centrale     |
| Hulín                              | Kroměříž            | Zlín                |
| Humburky                           | Hradec Králové      | Hradec Králové      |
| Humpolec                           | Pelhřimov           | Vysočina            |
| Huntířov                           | Děčín               | Ústí nad Labem      |
| Hůrky                              | Rokycany            | Plzeň               |
| Hurtova Lhota                      | Havlíčkův Brod      | Vysočina            |
| Hůry                               | České Budějovice    | Boemia meridionale  |
| Husí Lhota                         | Mladá Boleslav      | Boemia centrale     |
| Husinec (Boemia meridionale)       | Prachatice          | Boemia meridionale  |
| Husinec (Boemia centrale)          | Praha-východ        | Boemia centrale     |
| Huslenky                           | Vsetín              | Zlín                |
| Hustopeče                          | Břeclav             | Moravia meridionale |
| Hustopeče nad Bečvou               | Přerov              | Olomouc             |
| Huštěnovice                        | Uherské Hradiště    | Zlín                |
| Hutisko-Solanec                    | Vsetín              | Zlín                |
| Huzová                             | Olomouc             | Olomouc             |
| Hvězdlice                          | Vyškov              | Moravia meridionale |
| Hvězdonice                         | Benešov             | Boemia centrale     |
| Hvězdoňovice                       | Třebíč              | Vysočina            |
| Hvozd (Boemia centrale)            | Rakovník            | Boemia centrale     |
| Hvozd (Olomouc)                    | Prostějov           | Olomouc             |
| Hvozd (Plzeň)                      | Plzeň-sever         | Plzeň               |
| Hvozdec (Boemia centrale)          | Beroun              | Boemia centrale     |
| Hvozdec (Moravia meridionale)      | Brno-venkov         | Moravia meridionale |
| Hvozdec (Boemia meridionale)       | České Budějovice    | Boemia meridionale  |
| Hvozdná                            | Zlín                | Zlín                |
| Hvozdnice (Boemia centrale)        | Praha-západ         | Boemia centrale     |
| Hvozdnice (Hradec Králové)         | Hradec Králové      | Hradec Králové      |
| Hvožďany (Boemia centrale)         | Příbram             | Boemia centrale     |
| Hvožďany (Plzeň)                   | Domažlice           | Plzeň               |
| Hybrálec                           | Jihlava             | Vysočina            |
| Hynčice                            | Náchod              | Hradec Králové      |
| Hynčina                            | Šumperk             | Olomouc             |
| Hýskov                             | Beroun              | Boemia centrale     |
| Hýsly                              | Hodonín             | Moravia meridionale |